# Атмосферска циркулација
Атмосферска циркулација је масовно кретање ваздуха, и заједно са циркулацијом океана представља средство којим се топлотна енергија добијена Сунчевом радијацијом поново прерасподељује на површини Земље.
Земљина атмосферска циркулација варира из године у годину, али већина њене структуре остаје константна. Временски системи локалног карактера, као што су депресије средњих географских ширина и тропске конвективне масе - појављују се "насумично", а дугорочне временске прогнозе о њима се не могу предвидети више од десет дана у пракси, или месец дана у теорији.
Време на Земљи је последица загрејавања сунчевом енергијом и закона термодинамике. Атмосферска циркулација се може посматрати као топлотни мотор који покреће Сунчева радијација. Рад који је произвео тај мотор узрокује кретање маса ваздуха, он поново врши прерасподелу енергије коју је апсорбовала Земљина површина близу тропских до географских ширина ближих половима, а затим назад у свемир.
Велике атмосферске масе циркулишу пут полова у топлијим периодима (на пример, интерглацијали у односу на глацијале), али остају у великој мери константни јер зависе од Земљине величине, брзине ротације, загревања и атмосферске дубине тј. од карактеристика које се слабо и ретко мењају. Током веома дугих временских периода (нпр. стотине милиона година), тектонско подизање може значајно да промени њихове главне елементе. Тектонске плоче могу да изазову померање морских струја. Током екстремно врућих климатских услова у Мезозоику, постоји могућност да је на Екватору постојао и трећи пустињски појас.

## Општа циркулација атмосфере
Појасеви ветра који опасују планету су организовани у три масе у свакој хемисфери Хадлеијев појас, Ферелов појас и поларни појас. Ови појасеви постоје и у северној и јужној хемисфери. Највећи део атмосферског кретања јавља се у маси Хадлеи. Места високог притиска који делују на површини Земље су уравнотежени системима ниског притиска на другим местима. Као резултат тога, постоји равнотежа између места са ниским и високим ваздушним притиском.
Подручје високог ваздушног притиска на око 30° до 35° географске ширине (север или југ) где се ветрови разилазе у суседне зоне Хадлеи или Ферел маса, и обично имају благу климу са лаганим ветровима, сунчаним небом и малом количином падавина.

### Хадлеи маса
Џорџ Хедли је објаснио процес атмосферске циркулације помоћу кретања и праваца ветрова. Маса Хадлеи (која носи назив по истоименом научнику) је затворени кружни чвор који настаје на екватору. Тамо се влажан ваздух загрева са Земљине површине, смањује се густина и такав загрејан ваздух са малом густином се издиже. Слична ваздушна маса која се диже са друге стране екватора присиљава оне ваздушне масе да се померају пут полова. Успон ваздуха ствара зону ниског ваздушног притиска у околини екватора. Како се ваздух креће према полу, он се хлади, постаје гушћи и спушта се на око 30. паралеле, стварајући подручје високог ваздушног притиска. Спуштени ваздух затим креће се према екватору дуж површине, замењујући ваздух који се уздизао из екваторијалне зоне, затварајући петљу тј. чвор масе Хадлеи. Померање ваздуха у горњем делу тропосфере одступа према истоку, узроковано кориолисовим ефектом (појава очувања угаоног момента). Међутим, на тлу кретање ваздуха према екватору у доњој тропосфери одступа према западу, стварајући ветар са истока. Ветрови који теку према западу (са истока, источни ветар) на нивоу тла у маси Хадлеи називају се пасати.
Иако је Хадлеијева маса дефинисана да је лоцирана на екватору, у северној хемисфери она се помера на више географске ширине у јуну и јулу (у току летњих месеци), а према нижим географским ширинама у зимским месеци тј. децембру и јануару, што је резултат неједнаког сунчевог загревања Земљине површине. Зона у којој се одвија највеће загрејавање назива се " термални екватор ". Пошто је лето на јужној хемисфери од децембра до марта, тада се одвија кретање термалног екватора до виших јужних географских ширина, тј. супротно од северне хемисфере.
Хадлеијев систем даје пример за термално директну циркулацију. Снага Хадлеи масе, која се пореди са топлотном машином, чија снага је процењена око 200 теравати.

### Фарел маса
Две ваздушне масе које се издижу на 60° географске ширине раздвајају се на великој висини према половима и стварју поларну масу. Остатак се креће према екватору где се судара на 30° географске ширине са ваздухом високог ниво масе Хадлеи. Тамо се спушта и јача гребен под високим притиском испод. Велики део енергије која покреће Ферелову масу обезбеђују поларне и Хадлеиове масе које круже са обе стране и које вуку Ферелову масу са њом. Ферел масу, коју је теоретисао Вилијам Ферел (1817–1891), карактеристика је секундарне циркулације, чије постојање зависи од Хадлеи и поларних маса на свакој страни. Може се замислити као вртлог који стварају Хадлеи и поларне масе.
Ваздух Ферелове масе која се спушта на 30° географске ширине креће се у правцу полова површином и она одступа према истоку. У горњој атмосфери Ферелове масе, ваздух који се креће према екватору одступа према западу. Оба ова одступања, као у случају Хадлеи и поларних маса, покрећу се очувањем момента. Као резултат, баш као што се источни пасати налазе испод масе Хадлеи, западни ветрови се налази испод Ферелове масе.
Маса Ферел је слаба, јер нема јак извор топлоте, тако да су проток ваздуха и температуре унутар њега променљиви. Из тог разлога, средње ширине се понекад називају "зона мешања". Хедлијеве и поларне масе су заиста затворене петље, Ферелова ћелија није, а поента је у Западним бетровима. Источни пасати и поларне источни ветрови немају ништа што би превагнуло, јер су њихове матичне ћелије за циркулацију довољно јаке и суочавају се са неколико препрека или у облику масивних терена или зона високог притиска. Међутим, слабији Западни ветрови из Ферелове масе могу бити поремећени. Локални пролаз хладног фронта може се променити за неколико минута и као што се често и дешава. Као резултат тога, на површини, правци ветрова варирају. Али ветрови изнад површине, где су они мање поремећени тереном, су у суштини западни. Зона ниског притиска на 60° географске ширине која се креће према екватору, или зона високог притиска на 30° географске ширине која се креће према напријед, убрзаће Западне ветрове масе Ферел.
Ферелов систем, за разлику од Хадлеи појас делује као топлотна пумпа са коефицијентом перформанси од 12,1. Трошећи кинетичку енергију добијену из Хадлеи и поларних маса при приближној брзини од 275 теравата.

### Поларни појас
Поларни појас је једноставан систем са јаким струјањем топлог ваздуха од Земље у вис и његово мешање са горњим, хладнијим ваздухом. Иако су хладније и сувље у односу на екваторијални ваздух, ваздушне масе на 60. паралели су још увек довољно топле и влажне да дође до размене топлоте унутар саме масе и покрену топлотни чвор тј. петљу. На 60. паралели, ваздух се диже до тропопаузе (око 8 km на овој географској ширини) и креће се пут полова јужни или северни у зависности на хемисферу. На тај начин, ваздушна маса горњег нивоа одступа према истоку. Када ваздух стигне до поларних подручја, он се охлади и знатно је гушћи од доњег ваздуха. Спушта се, стварајући хладно и суво подручје високог ваздушног притиска. На поларној површини, маса ваздуха се креће према 60. паралели, замењујући ваздух који се тамо подигао, а маса поларне циркулације је потпуна. Како се ваздух на површини креће према екватору, самим тим он се креће према западу. Опет, одступања ваздушних маса су резултат Кориолисовог ефекта. Ваздушни токови на површини се називају Источни поларни ветрови.
Одлив ваздушне масе из ћелије ствара хармонијске таласе у атмосфери познатој као Росбијеви таласи. Ови веома дуги таласи одређују путању поларних џет потока, који путују у прелазној зони између тропопауза и Ферел масе. Делујући као одвод топлоте, поларна маса помера огромну количину топлоте од екватора према поларним регионима.
Сличности између Хадлеијеве масе и поларне масе јесу што су термички директне тј. оне постоје као директна посљедица површинских температура. Њихове топлотне карактеристике утичу на време у њиховом домену. Сама количина енергије коју транспортују Хадлеијеве масе и дубина хлађења унутар поларне масе, осигуравају да пролазне временске појаве имају само занемарив утицај на системе у цјелини. Бескрајни ланац успона и падова ваздушног притиска, који је део свакодневног живота становника средње географске ширине, на ширинама између 30 и 60°. Постоје неки значајни изузеци од овог правила, нпр. у Европи, нестабилно време се протеже барем на 70. паралелу на северу.
Поларне масе, терен и горски ветрови на Антарктику могу створити веома хладне услове на површини, на пример, најнижа температура забележена на Земљи износи: −89.2 °C на станици Восток на Антарктику, 1983.

## Значајке уздужне циркулације
Док су Хадлеи, Ферел и поларни ваздушни појасеви (чије су осе оријентисане дуж паралела или географских ширина) главнe карактеристикe глобалног преноса топлоте, међуим они не дјелују саме. Температурне разлике покрећу и скуп циркулационих маса, чије осе циркулације су лонгитудинално оријентисане. Ово атмосферско кретање је познато као локална циркулација атмосфере.
Општа циркулација атмосфере је резултат највеће сунчеве радијације по јединици површине који пада на тропским географским ширинама. Интензитет Сунца се смањује како се географска ширина повећава, досежући нулу на половима. Локална циркулација атмосфере је, међутим, резултат топлотног капацитета воде, њене апсорпције и мешања. Вода апсорбује више топлоте него земља, али њена температура се не повећава толико као земља. Као резултат, температурне варијације су веће у континентуалним деловима него на приобаљу.
Хадлеи, Ферел и поларни појасеви постоје у највећој скали од хиљада километара ( синоптичка скала ). Локална циркулација такође може деловати на овој скали океана и континената, а овај ефекат је сезонски или чак деценијски. Топли ваздух се диже изнад екваторијалних, континенталних и западних региона Пацифичког океана. Када дође до тропопаузе (прелази из тропосфере у стратосферу), хлади се и пада у подручју релативно хладније водене масе.
Ваздушни појас Тихог океана заузима важну улогу у временским приликама на планети. Ова целина базирана на океанима настаје као резултат значајне разлике у површинским температурама западног и источног Пацифика. У нормалним околностима, западно пацифичке воде су топле, а источне воде хладне. Процес почиње са снажним конвективним активностима, тропска источноазијска и хладна јужноамеричка ваздушна маса и стварају ваздушно струјање које гура пацифичку воду и нагомилава је у западном Пацифику. (Ниво воде у западном Пацифику је око 60 центиметара виши него у источном Пацифику. ) .
Добар пример за конвекциона струјања ваздуха, јесте настанак поветарца у приобаљу мора или на планинским странама. Ваздух над копном постаје топлији и лакши, те се успиње, а на његово место долази хладнији ваздух са морксе површине. Оваквим струјањем ваздуха, настаје поветарац који носи назив даник. Ноћу је процес супротан. Акумулирана топлота у води спорије се ослобађа, па је ваздух над морем топлији и лакши. Њега замењује ваздух који пристиже са копна и тако настаје ноћник, поветарац са правцем дувања копно- море.
Сличан систем циркулације функционише између планинских врхова и долина. Прео дана, долински ваздух се загрева брже и успиње се уз планинске стране. Овако струјање топлог ваздуха назива се долински ветар или долњак. Ноћу, под утицајем гравитације, хладнији и тежи планински ваздух силази у долине у виду горског ветра или горњака.

### Валкерова циркулација
Пацифички појас или Вокерова циркулацијом по Сир Гилберта Вокера, британски директор опсерваторија из 20. века који је тражио начин предвиђања за монсунске ветрови у Индији. Иако то никада није успео, његов рад га је довео до открића везе између периодичних варијација притиска у Индијском океану и оних између источног и западног Пацифика, које је он назвао "јужном осцилацијом".
Кретање ваздуха у Валкеровој циркулацији утиче на петље са обе стране Пацифика. У нормалним околностима, време се понаша како се очекује. Међутим, сваких неколико година, у зимским месецима јављају се неуобичајено високе или неуобичајено ниске температуре за овај период године, или се учесталост урагана повећава или смањује. А образац се поставља на неодређено време.
Валкеров појас има кључну улогу у феномену Ел Нињо. Ако се конвективна активност у западном Пацифику успорава из неког разлога (који тренутно није познат), клима на подручју западног Пацифика је измењена. Прво, западни ветрови на вишем нивоу не настају. Самим тим се прекида повратак хладног ваздуха који би нестао на око 30° јужне географске ширине, и стога се ваздух који се враћа као површински источни престаје да делује. Као резултат јављају се две последице. Топла вода престаје да се диже у источни Пацифик са запада ("нагомилана" је источним ветровима), јер више не постоји површински ветар који га гура у подручје западног Пацифика. Ово и одговарајући ефекти Јужне осцилације су резултат дугорочних неуобичајених температура и обрасцима падавина у Северној и Јужној Америци, Аустралији и југоисточној Африци, као и прекиди океанских струја.
У међувремену, у Атлантском, брзорастућем горњем нивоу, Западни ветрови из Хедлијевог појаса, који би обично био блокиран од стране Вокер циркулације и не може да достигне такве интензитете. Ови ветрови нарушавају врхове ураганских формација и умањују број који је у стању да достигне пуну снагу, самим тим то објашњава зашто се јавља мањи број урагана.

#### Ел Нињо - јужна осцилација
Ел Нињо и Ла Ниња су супротне површинске температурне аномалије јужног Пацифика, које у великој мери утичу на временске прилике. У случају Ел Ниња, топла површинска вода се приближава обалама Јужне Америке, што доводи до блокирања богатства нутриентима дубоких вода. Ово озбиљно утиче на популацију риба јер су им нутриенти основни извор хране.
У случају Ла Ниња, конвективни појас изнад западног Пацифика неуобичајено се повећава и долази до појаве хладнијих зима него у Северној Америци и снажнију циклонску сезону у југоисточној Азији и источној Аустралији. Такође, је повећано подизање дубоких хладних океанских вода и интензивнији успон површинског ваздуха у близини Јужне Америке, што је доводи до повећаног броја суша. Док рибари користе богатије воде нутриентима источног Пацифика.